# 玉名市立小田小学校
玉名市立小田小学校（たまなしりつ おだしょうがっこう）は、かつて熊本県玉名市上小田にあった公立の小学校。
2018年（平成30年）3月末をもって閉校し、「玉名市立玉陵小学校」に統合された。

## 概要
歴史
1874年（明治7年）に創立。2018年（平成30年）に閉校し、144年の歴史に幕を下ろした。
校是
「挑戦、輝き、一歩前進」
校章
桜の花弁を背景にして、中央に「小田」の文字（縦書き）を配している。
校歌
作詞は野中長寿、作曲は滝本泰三による。歌詞は3番まであり、各番の歌詞中に校名の「小田小学校」が登場する。
通学区域
玉名市のうち「上小田上、上小田中、上小田下、山部田、下小田東、下小田西、川部田、奥野」であった。中学校区は玉名市立玉陵中学校であった。

## 沿革
- 1874年（明治7年）から1876年（明治9年）までの間 - 「川部田小学校」および「上小田小学校」が創立。
- 1887年（明治20年） - 小学校令施行により、「尋常川部田小学校」・「尋常上小田小学校」に改称。
- 1889年（明治22年）4月1日 - 町村制施行により、玉名郡4村（上小田・山部田・下小田・川部田）が合併の上、「小田村」が発足。
- 1892年（明治25年）-「川部田尋常小学校」・「上小田尋常小学校」（尋常科4年）に改称。
- 1903年（明治36年）4月 - 2校（川部田・上小田）が統合し、高等科（2年制）を併置の上、「川部田尋常高等小学校」（尋常科4年・高等科2年）に改称。
- 1908年（明治41年）4月 - 改正小学校令により、尋常科（義務教育年限）が4年制から6年制に改められる。従来の高等科1・2年が尋常科5・6年に改められるため、高等科を廃止し「川部田尋常小学校」（尋常科6年）に改称。
- 1909年（明治42年）4月 - 高等科（2年制）を併置の上、「小田尋常高等小学校」（尋常科6年・高等科2年）に改称。
- 1941年（昭和16年）4月1日 - 国民学校令施行により、「玉名郡小田村小田国民学校」に改称。尋常科を初等科に改める。
- 1947年（昭和22年）4月1日 - 学制改革が行われる（六・三制の実施）。
  - 国民学校初等科は、新制小学校「梅林村小田村組合立 梅林小学校」に統合される。奥野分校が設置される。
  - 国民学校高等科は青年学校普通科とともに、新制中学校「梅林村小田村組合立 小田中学校」が設置される。
- 1954年（昭和29年）4月1日 - 3町9村の合併により「玉名市」が発足。「玉名市立梅林小学校 奥野分校」に改称。
- 1958年（昭和33年）4月1日
  - 梅林小学校から分離の上、「玉名市立小田小学校」（最終名）として独立。
  - 中学校の統合により、中学校区が玉名市立玉陵中学校に変更となる。

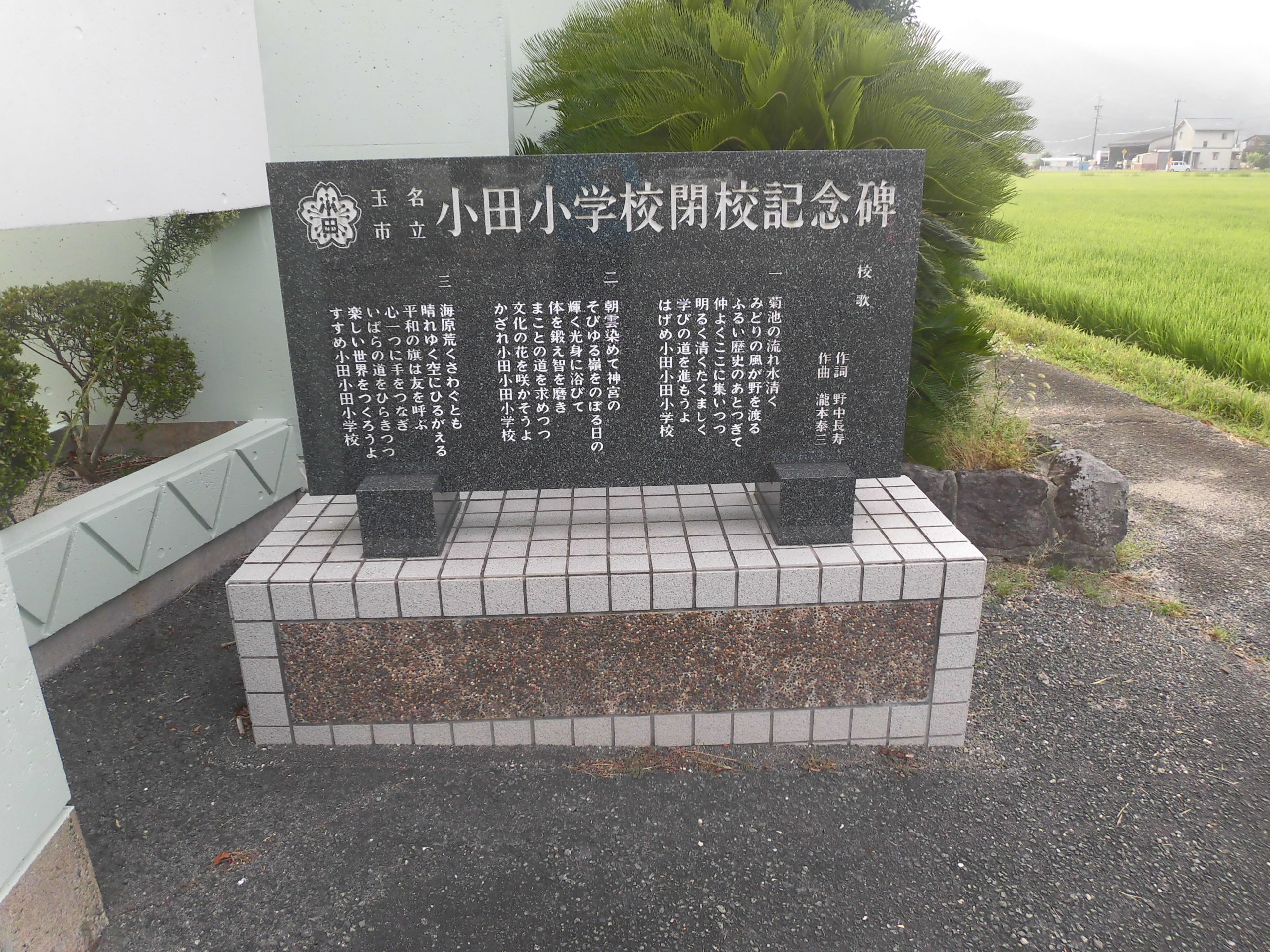
閉校記念碑

- 2008年（平成20年）4月 - 2学期制を導入。
- 2018年（平成30年）
  - 3月31日 - 統合のため閉校。144年の歴史に幕を閉じた。
  - 4月1日 - 玉名市立小学校6校（石貫・梅林・小田・玉名・月瀬・三ツ川）が統合し、「玉名市立玉陵小学校」が新設される。校地・校舎は玉名市立玉陵中学校に併設され、「玉陵学園」として小中一貫教育を開始した。
  - 小田小学校の校舎は「特定非営利活動法人地域たすけあいの会」[3]および「リエゾン訪問看護ステーションくまもと」の施設となっている。

## 縁のある人物
- 金栗四三（マラソン選手、学校教員）
  - 小田小学校の出身ではないが、養子先である池部家が校区内にあった。養子になった後も、池部家の厚意で「金栗四三」と名乗っていた。晩年は校区内の自宅で過ごし、年老いてなおも朝夕に自宅から小田小学校まで約800メートルの往復散歩を天候の良し悪しにかかわらず、日課にしていた[4]。金栗四三の「体力・気力・努力」の精神を受け継ぎ、小田小学校では朝マラソンなど体力向上のための活動が行われていた。

## 交通アクセス
最寄りのバス停留所
- 九州産交バス 「下小田」停留所

最寄りの幹線道路
- 熊本県道16号玉名山鹿線
- 熊本県道309号瀬川玉東線

## 周辺
- 金栗四三翁住家·資料館
- 菊池川